# Ihor Sahatj
Ihor Mychajlovitj Sahatj (ukrainska: Ігор Михайлович Сагач) född 19 maj 1956 i Kiev, Ukrainska SSR, Sovjetunionen, är en ukrainsk diplomat, 1994-1997 Chargé d’affaires i Stockholm och perioden 2015–2019 Ukrainas Sverigeambassadör. Sahatj har tjänstgjort i utrikesministeriet sedan 1978. De senaste åren har han innehaft följande befattningar:
Ihor Sahatj var 2010–2015 ambassadör vid Ukrainska utrikesministeriet i Kiev. 2008–2010 ambassadör vid Ukrainas Natodelegation i Bryssel. 2004–2007 ambassadör i Norge. 2001–2004 chef för avdelningen för FN och internationella organisationer vid utrikesministeriet i Kiev.